# Annona aurantiaca
Espèce
Statut de conservation UICN

 LC  : Préoccupation mineure

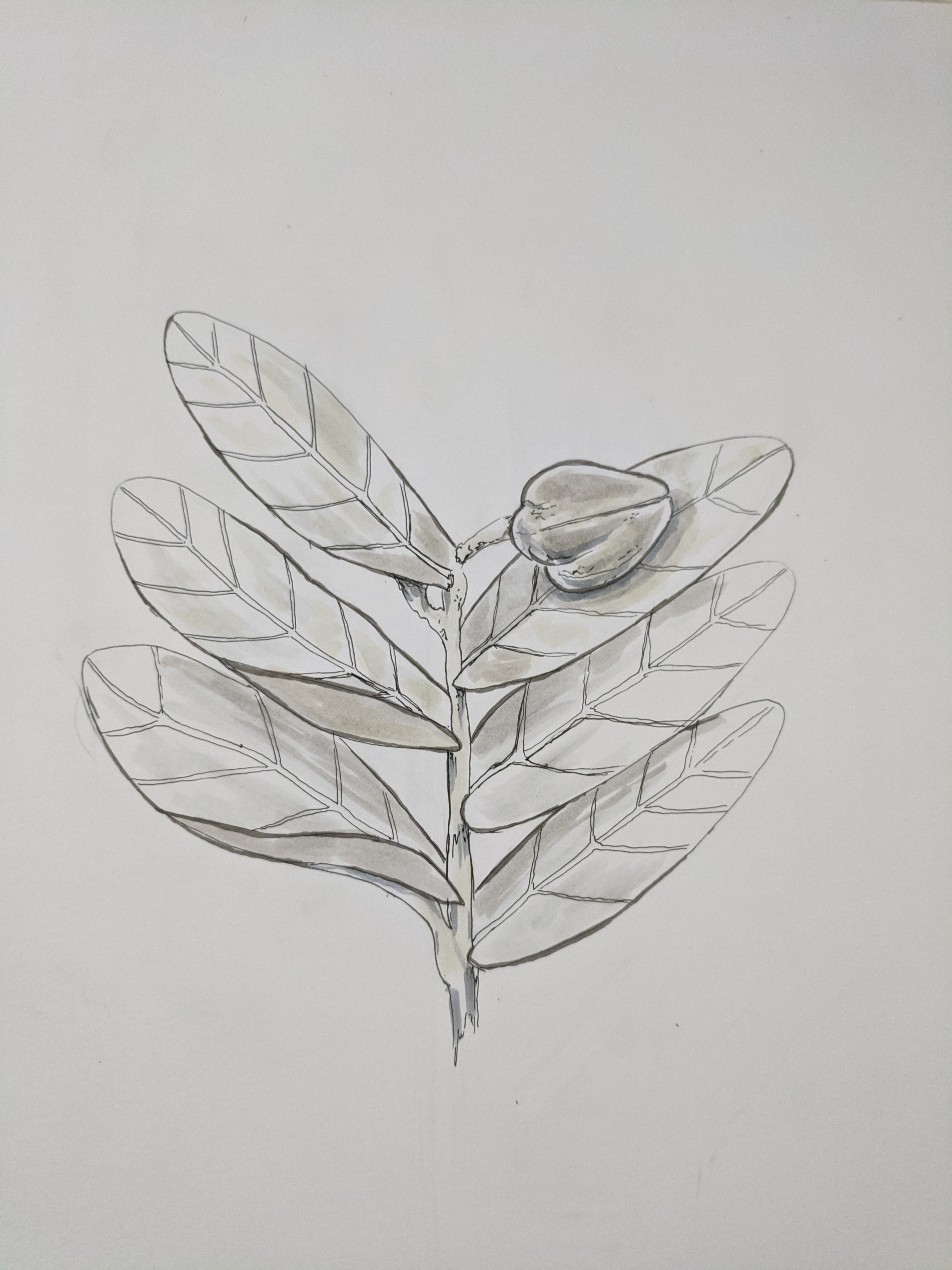
Annona aurantiaca

Annona aurantiaca est une espèce de plante de la famille des Annonaceae. Il est originaire du Brésil. Le botaniste brésilien João Barbosa Rodrigues, qui a décrit en premier l'espèce l'a dénommée selon la couleur orange (aurantiacus en latin) de ses pétales,.

## Description
C'est un arbre ligneux vivace ressemblant à un buisson, mesurant 1 à 5 mètres de hauteur. Ses tiges sont dressées et couvertes de petits poils appelés trichomes. Ses feuilles oblongues, coriaces et vert bleuâtre sont dépourvues de pétioles distincts et sont émoussées ou entaillées à leurs extrémités. Les feuilles mesurent 3 à 15 centimètres de long sur 2 à 7 centimètres de large. Ses fleurs sont solitaires sur des pédoncules de 3 centimètres de long. Les pétales extérieurs des fleurs sont oranges. Ses fruits sont des baies jaunes doré à orange avec une chair blanche et des graines noires,. Les pelures des fruits sont mauves moyen à foncé avec une surface extérieure inégale et rugueuse. Les feuilles sont vertes, simples, et sont attachées aux pétioles. La feuille unique a une forme ovale, une marge lisse et une extrémité du limbe arrondie. Les feuilles sont attachées alternativement le long des tiges de la plante. C'est ce qu'on appelle un arrangement alternatif, car les tiges poussent en quinconce à différentes hauteurs les unes des autres. Les nervures des limbes des feuilles sont pennées. Il a une seule veine primaire et des veines secondaires partant de la veine médiane.

## Biologie de la reproduction
Le pollen d'Annona aurantiaca est libéré sous forme de tétrades permanentes. Ses fleurs s'ouvrent sur une période de deux nuits avec une phase femelle la première nuit et une phase mâle la deuxième nuit. Il est pollinisé par le scarabée Cyclocephala atricapilla.

## Utilisations
La pulpe du fruit serait comestible  et les magasins bien à l'extérieur. Bien que la pulpe du fruit, semblable à une baie, soit sucrée et comestible, la graine est toxique.

## Répartition et habitat
Annona aurantiaca est originaire d'Amérique du Sud et est largement distribué, en particulier dans la savane (Cerrado) et la forêt du Brésil. Il pousse idéalement dans les zones ombragées dans un sol sablonneux et argileux.
Cette plante est considérée comme à croissance rapide et se développe en un petit arbre ressemblant à un arbuste atteignant environ 4 mètres à maturité.

## Croissance et propagation
Dans son climat d'origine, la période de croissance dure toute l'année. Les graines peuvent germer entre 25 et 28 degrés Celsius et la germination prend entre 2 et 6 semaines. La multiplication peut être obtenue en semant les graines directement ou en plantant des boutures. Une température constante de 15 à 20 degrés Celsius est nécessaire pour un semis réussi. Avant le semis, de l'eau chaude peut être versée sur les graines et les graines doivent être laissées tremper pendant 24 à 48 heures pour réduire le temps de germination. Cette plante nécessite un sol constamment humide pour prospérer, mais peut tolérer à la fois la lumière du soleil et la mi-ombre. Tout en nécessitant une humidité constante, la graine peut être plantée dans un terreau mélangé avec du sable ou de la perlite pour assurer un bon drainage. L’utilisation à long terme d’engrais est également efficace pour faciliter les semis. Cette plante a tendance à être attaquée des ravageurs tels que les tétranyques (Tetranychus urticae), en particulier pendant les mois secs et humides. Pour maintenir la santé des plantes pendant l'hivernage, il faut maintenir la température entre 10 et 15 degrés Celsius et il faut ajouter suffisamment d'eau pour que les racines ne se dessèchent pas complètement.